# El Sueño de Morfeo
El Sueño de Morfeo är en spansk musikgrupp som består av tre medlemmar.

## Karriär

### Eurovision Song Contest 2013
Den 17 december 2012 blev det klart att gruppen kommer att representera Spanien i Eurovision Song Contest 2013 som kommer att hållas i Malmö i Sverige, detta efter att man valts ut internt av RTVE.

## Medlemmar
- Raquel del Rosario – Sång
- David Feito – Akustisk gitarr, bakgrundssång
- Juan Luis Suárez – Elgitarr

## Diskografi

### Album
- 2002 – Del Interior (som Xemá)
- 2005 – El Sueño de Morfeo
- 2007 – Nos vemos en el camino
- 2009 – Cosas que nos hacen sentir bien
- 2012 – Buscamos sonrisas